# Протоглобалізація
Протоглобалізація або ранньомодерна глобалізація — період історії глобалізації, що охоплює час приблизно між 1600 і 1800 роками. Вперше його представили історики A. Г. Гопкінс та Крістофер Бейлі. Термін протоглобалізація пояснюється як етап збільшення торговельних зв'язків і культурного обміну, що безпосередньо передує появі так званої «сучасної глобалізації» в 19 столітті.
Протоглобалізація відрізняється від сучасної глобалізації експансіонізмом, способами управління глобальною торгівлею і рівнем обміну інформацією. Період протоглобалізації відзначений такими торговими угодами, як Ост-Індійська компанія, перехід гегемонії в Західній Європі, зростання великомасштабних конфліктів між могутніми країнами, таких як Тридцятилітня війна, і поява нових товарів, особливо работоргівлі. Трикутникова торгівля дала можливість Європі користуватися ресурсами в західній півкулі. Протоглобалізація торгівлі та комунікацій охоплювала широкі групи, у тому числі європейських, мусульманських, індійських, південно-східноазійських і китайських торговців, особливо в регіоні Індійського океану.
Перехід від протоглобалізації до сучасної глобалізації був відзначений складнішою глобальною мережею на основі як капіталістичного, так і технологічного обміну, однак, це призвело до значного колапсу у культурному обміні.

## Ранні світові системи
Протягом домодерної ери ранні форми глобалізації вже починають перетворюватися на світові системи, цей період історик А. Г. Гопкінс назвав періодом архаїчної глобалізації. Світові системи, що прямують до протоглобалізації залежали від однієї або більш гегемоністичних держав, що асимілювали сусідні культури в свою політичну систему, вели війну з іншими народами і домінували у світовій торгівлі.

### Приклади гегемоністичних держав в архаїчну глобалізацію

#### Римська імперія

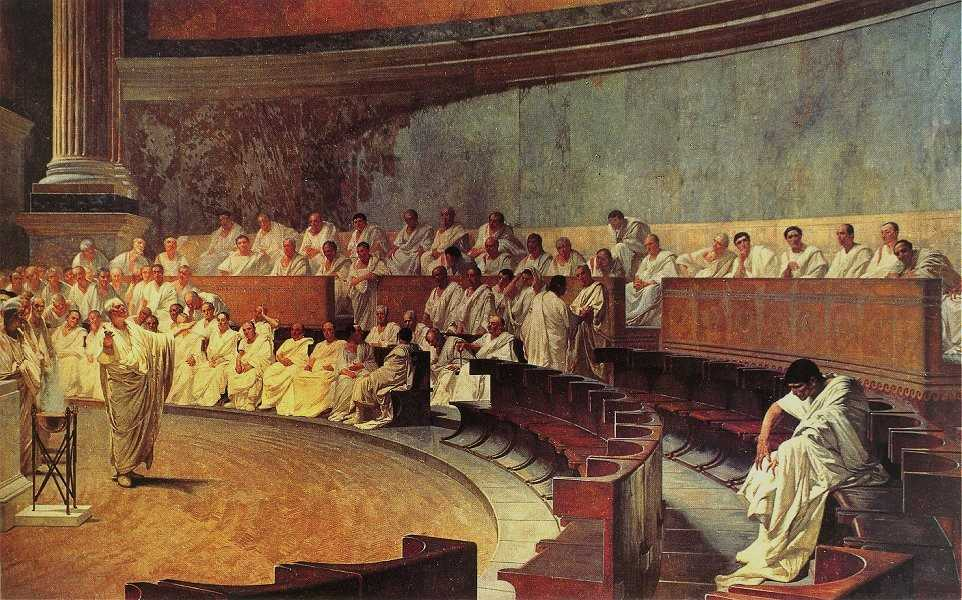
Зображення засідання римського сенату

Головною гегемонією в архаїчну глобалізацію була Римська імперія, яка об'єднала Велике Середземномор'я та Західну Європу через тривалі серії військових і політичних кампаній, розширюючи римську систему правління і римські цінності на більш слаборозвинені райони. Завойовані області ставали провінціями імперії, а римські військові форпости в провінціях — містами зі спорудами, які спроєктували найкращі римські архітектори та які прискорили поширення Римського способу життя, поглинаючи традиції і вірування корінних культур. Націоналістична ідеологія, а також пропаганда підтримки Римської армії, її військових успіхів, мужності і доблесті, також зміцнили поширення Римської імперії в Західній Європі і Середземномор'ї. Римська імперія славиться будівництвом акведуків, міст і укріплень, ефективним військово-морським флотом, судочинством, організованою системою доріг з твердим покриттям, що сприяло швидким і легким подорожам, а також кращій мережі та торгівлі з сусідніми країнами і провінціями.

#### Китай
Під час правління імператора Хань У-ді (141-87 до н. е.) з династії Хань, китайський уряд об'єднався і став достатньо потужними, що Китай почав успішно займатися імперіалістичною політикою щодо сусідніх країн у Східній Азії. Китайський імперіалізм Хань був мирною підпорядкованою системою, яка зосереджувалася головним чином на дипломатичних і торгових відносинах. Зростання імперії Хань сприяло торгівлі та культурному обміну між Азією і практично усім світом, а китайський шовк поширювався по Азії, внутрішній Азії і навіть у Римі. Перші імператори династії Тан бачили, що Китай більш чутливий до іноземного впливу і династія Тан стала великою імперією. Зовнішня торгівля з Індією та Близьким Сходом швидко зростала, а схід Китаю і південне узбережжя, колись далекі і неважливі регіони, поступово ставали головними областями зовнішньої торгівлі. Під час правління династії Сун китайський флот став потужнішим завдяки технологічним вдосконаленням у галузі суднобудування і судноплавства, а Китайська морська торгівля зростала у геометричній прогресії.
Влада Китаю почала занепадати в 16-му столітті, коли правителі династії Мін нехтують важливість морської торгівлі. Правителі Мін втратили морське домінування Китаю, що спричинило послаблення контролю над торгівлею прянощами і втручання європейських держав. Португалія, з її технологічними досягненнями у військово-морській архітектурі, зброї, морській практиці і навігації, перейняла торгівлю прянощами і підкорила флот Китаю. З цього розпочався європейський імперіалізм і вік європейської гегемонії, хоча Китай як і раніше ще зберігав владу у багатьох галузях торгівлі.

## Тлумачення
Незважаючи на те, що 17 і 18 століття відзначалися зростанням західного імперіалізму в світовій системі, період протоглобалізації спричинив розширення взаємодії між Західною Європою і системами, які сформувалися між країнами в Східній Азії і на Близькому Сході. Протоглобалізація — період примирення уряду і традиційних систем окремих країн, регіонів світу та релігій з «новим світовим порядком» глобальної торгівлі, імперіалістичними і політичними альянсами, те, що історик А. Г. Гопкінс називає «продуктом сучасного світу і продуктом далекого минулого»."
За словами Гопкінса, "глобалізація полишає незавершеність процесу: вона сприяє фрагментації, а також одноманітності; вона може відступити, а також наступати; її географічне охоплення може проявляти сильні регіональні зміщення; її майбутній напрямок і швидкість не можна з упевненістю передбачити, і, навіть, не припускаючи, що вона може мати власну «внутрішню логіку». Перед протоглобалізацією глобалізація мереж була продуктом «великих королів і воїнів в пошуках багатства і слави в казкових землях, релігійних мандрівників, … і купців». Протоглобалізація зберегла і зростила багато аспектів архаїчної глобалізації таких, як важливість міст, мігранти та спеціалізації праці.
Протоглобалізація також відзначає два основні політичні та економічні чинники: «реконфігурація державних систем, і зростання фінансів, послуг і доіндустріального виробництва». Ряд держав у той час почали «зміцнення зв'язків між їх територіями, оподаткування та суверенітету», незважаючи на постійну монополію лояльності від своїх громадян. Процес глобалізації у цей час був великою мірою зосереджений на матеріальному світі і праці, необхідної для його виробництва. Період протоглобалізації був часом «підвищення ефективності в секторі угод» з генерацією товарів, таких як цукор, тютюн, чай, кава, і опіум на відміну архаїчної глобалізації захоплення. Поліпшення економічного управління також розширило зростання перевезень, що створило складний комплекс зв'язків між Заходом і Сходом. Розширення торговельних шляхів призвело до «зеленої революції» на основі системи плантацій і вивозу рабів з Африки.

## Зміни в торгових системах
Однією з найістотніших відмінностей між протоглобалізацією та архаїчною глобалізацією був перехід від торгівлі міжнаціональними раритетами до торгівлі товарами. Протягом 12 і 13 століття була поширена торгівля речами, які були невідомими й рідкісними для різних культур. В період архаїчної глобалізації поширена торгівля з європейськими купцями, які припливали на кораблях до районів Індії чи Китаї, щоб купити предмети розкоші, такі як порцеляна, шовк і спеції. Трейдери домодерного періоду також торгують наркотиками і певними продуктами, такими, як цукрова тростина та іншими культурами. Хоча ці предмети не були особливою рідкістю, торгівля наркотиками та харчами цінувалися, бо вважалися корисними для здоров'я і функціонування людського тіла. Все частіше й частіше під час протоглобалізації поширюється торгівля різними товарами, такими як бавовна, рис і тютюн. Зрушення у протоглобалізаційну торгівлю означало «появу сучасного міжнародного порядку» і розвиток ранньої капіталістичної експансії, яка почалася в Атлантиці в 17 столітті і поширилася в усьому світі до 1830 року.

### Атлантична работоргівля
Однією з головних причин зростання сировинних товарів був підйом работоргівлі, зокрема Атлантичної работоргівлі.

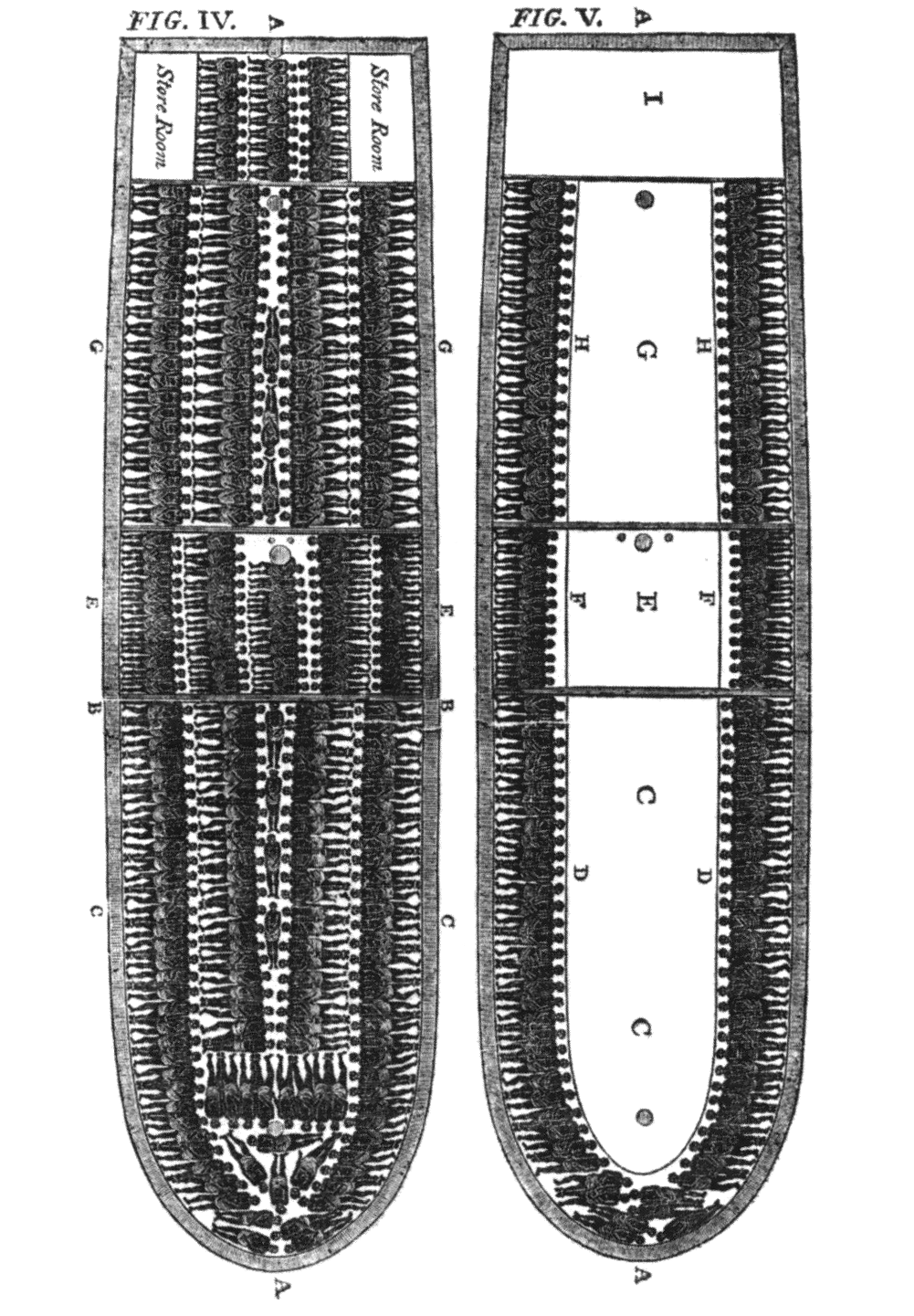
Схема невільничого судна з атлантичної работоргівлі. З короткого викладу доказів доставлених на спеціальний комітет Палати громад в 1790 і 1791 роках.

 Використання рабів як робочої сили до 15-го століття було досить незначним явищем і не мало вирішального значення для розвитку продуктів і товарів, але у зв'язку з браком робочої сили, використання рабів зросло. Після 1500 року, із заселенням острівних деспотій і плантаційних центрів у Сан-Томе почалися торговельні відносини з Королівством Конго, через яке проходила работоргівля з Західної та Центральної Африки. Португальці експортували рабів з Агадіра в Атлантичний порт, який вони утримували протягом більшої частини початку 16 століття. Також португальське заселення бразильського субконтиненту дозволило відкрити американський ринок рабів, звідкіля їх відправляли безпосередньо із Сан-Томе до Америки. Європейці також використовували атлантичну работоргівлю в першій половині 16 століття. Європейські невільничі кораблі доставляли своїх рабів на Іберійський півострів, проте рабовласниками у Європі були тільки багаті, аристократичні родини у зв'язку з високими витратами на рабів і дешеву робочу силу селян, яка була доступна у сільському господарстві, і як видно першоназва «афро-американські раби» виникла на Атлантичних островах, а не на континентальній Європі. Близько 10,2 млн африканців перепливли через Атлантику між 1450 і 1870 роками. Значне населення рабів процвітало за рахунок попиту на продукцію з боку європейців, які вважали, що дешевше імпортувати культури і товари, аніж виробляти їх самостійно.
У 17 столітті велося чимало війн між работорговельними кампаніями за області, які були економічно залежні від рабів. Вест-Індійська компанія через ці війни отримала багато рабів (зокрема, з Португалією) від капітанів, які захопили ворожі кораблі, між 1623 і 1637, 2336 рабів були взяті в полон і продані в Новому Світі через Вест-Індійську компанію. Продаж рабів у Новий Світ відкрив торгові пости в Північній Америці, голландці відкрили свій перший пост на острові Манхеттен в 1613 році. Вест-Індійська компанія також відкрила торговий пост в Карибському басейні і здійснювала перевезення рабів до колоній у Нові Нідерланди. Використання рабів надавало багато переваг для економіки і виробництва в галузі торгівлі. Зростання ввозу кави, чаю і шоколаду до Європи призвело до попиту на виробництво цукру, 70 відсотків рабів використовувалися виключно для трудомісткого виробництва сільськогосподарських культур. Работоргівля також добре вплинула на торгівлю подорожами, тому що постійне мореплавство дозволило інвесторам купувати за невеликі акції багато суден. Гопкінс стверджує, що багато вчених, серед них і він, вважають, що работоргівля була необхідна для добробуту багатьох народів під час і після протоглобалізації, і без торгівлі виробництво занепало би. Інвестиції в морські судна і технології стало каталізатором комплексу торговельних мереж, що розроблялися в протоглобалізації і в сучасній глобалізації.

### Плантаційна економіка
Зростання рабства тісно пов'язане зі збільшенням вирощування і продажу сільськогосподарських культур. Особливо зросло плантаційне господарство. Збільшення плантацій було головною причиною торгівлі товарами протягом протоглобалізації. Плантації використовувались країнами-експортерами (переважно Америка), щоб вирощувати сировину, необхідну для виробництва товарів, які можна продати назад в плантаційну економіку. Для торгівлі через плантаційну економіку переважно вирощували такі товари, як тютюн, бавовну, цукрову тростину та каучук.

#### Тютюн

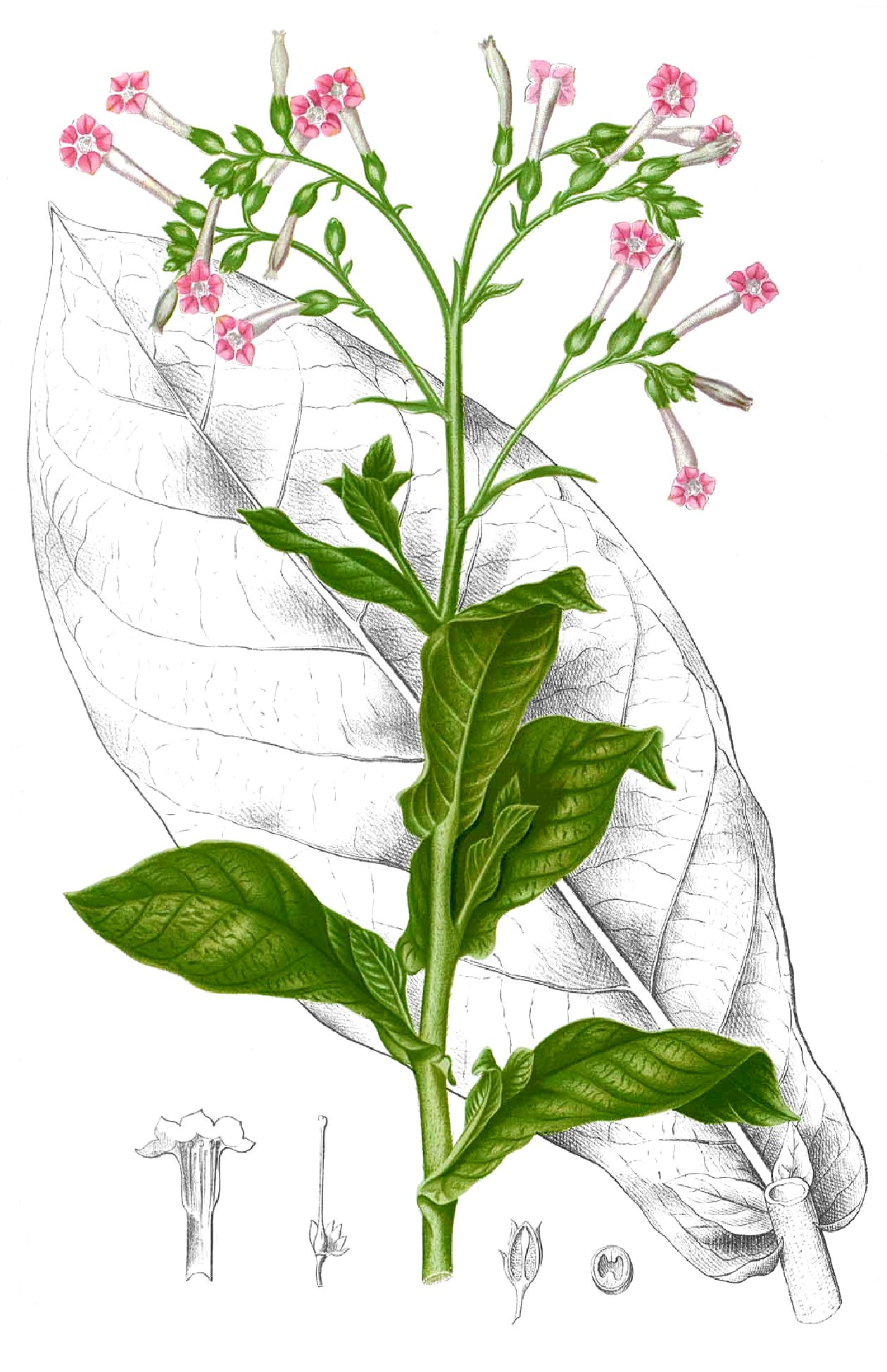
Nicotiana Tabacum

У другій половині 16-го століття інтереси європейців у Новому Світі оберталися навколо золота і срібла, але не тютюну. Відсутність європейського інтересу до тютюну була пов'язано з тим, що американські індіанці контролювали тютюнову промисловість; до тих пір, поки американські індіанці контролювали постачання не було ніякої необхідності включення цього товару у європейський комерційний капіталізм.
У 17 столітті попит на тютюн високо зріс у зв'язку зі зростанням плантацій. Тютюн став використовуватися як грошовий стандарт, тоді ж був впроваджений термін «товарна культура».
Перший експорт тютюну з тодішніх колоній Сполучених Штатів (зокрема, штат Вірджинія) до Лондона демонструє багатство англійських підприємств 1627 року, кількість тютюну, який перевозили з Вірджинії до Лондона становила 500 000 фунтів. 1637 року тютюн став валютою колонії, а 1639 року Мериленд експортує 100 000 фунтів тютюну в Лондон. Англійський успіх виробництва тютюнових привернув увагу багатьох європейців, особливо тих, які мали колонії на Мартиніці і Гваделупі, французьких островах. Ці острови незабаром стають багатими за рахунок тютюнового виробництва, а з 1671 приблизно третина площ, де вирощувалися товарні культури була віддана під тютюн. У це час вирощування тютюну процвітало, в наступні ж роки виробництво перебувало у важких депресіях через вигоди від прибутку цукру. Згідно із записами Барбадосу 82% експорту від усієї вартості експорту острова були пов'язані з цукром і менше одного відсотка припадало на тютюн.

#### Цукрова тростина
Іншим визначним джерелом торгівлі було виробництво цукру із врожаю цукрової тростини. Первісною батьківщиною цукру була Індія, звідки він був узятий і розсаджений на різних островах. Якось досягнувши народів Піренейського півострова, цукор далі мігрував через Атлантичний океан. У 16 столітті перші плантації цукру з'явилися у Новому Світі, відзначаючи останній великий етап міграції тростини на Захід. Через суперечність транспортування цукру у сирому вигляді, цукор не був пов'язаний з комерцією допоки не був прийнятий акт переробки, цей акт став центром промисловості. Оскільки у Середньовіччя Венеція була центром переробки цукру, саме венеційці головні торговці солодкого товару. Хоча, іспанці та португальці утримували монополію полів тростини в Америці, все одно вони поставляли її до Венеції. У 17 столітті, Англія вже домінувала над Венецією і стала центром переробки та вирощування цукру; це лідерство зберігалося до зростання французької промисловості. Цукор залишається розкішшю до другої половини 17-го століття, до того коли починає вироблятися у масових кількостях, що робить його доступним для широких мас англійського населення. Такий поворот подій зробив цукор товаром, який використовувався не лише в особливих випадках, а й під час повсякденних прийомів їжі.

## Ворожнечі, війни, імперіалізм

### Запровадження
Протоглобалізація відрізняється від сучасної глобалізації практикою експансіонізму, методами управління глобальної торгівлі, фінансами, а також комерційними інноваціями. З переходом експансіонізму до Західної Європи, країни стали конкурувати за досягнення світового панування. Зростання великомасштабних конфліктів між потужними націями за розширення своїх багатств призвело до встановлення контролю однієї країни над територією іншої, а також переходу продуктів і накопиченого багатства цих завойованих областей у суверенну країну. Хоча конфлікти відбувалися в усьому світі між 1600 і 1800 роками, європейські держави виявилися набагато підготовленішими до ведення війни. Цитата Крістофера Алана Бейлі подає влучну інтерпретацію цих переваг, заявивши, що «європейці стали набагато краще вбивати людей. Люті європейські ідеологічні війни 17-го століття створили зв'язок між війною, фінансами і комерційними інноваціями. Це надало континенту грубу перевагу у світі конфліктів, які спалахнули у 18 столітті. Західноєвропейські війни були особливо складними і дорогими, почасти тому, що проходили і на воді.» Ці загартовані в бою країни звичайно боролися за свої власні потреби, але насправді їхні досягнення пришвидшили європейське панування на світовому ринку. Неважливо мала війна релігійний чи комерційний характер, її вплив був сильно відчутний у всьому світі. Британські перемоги під час Англо-нілерландських воєн призвели до їхнього домінування в торговельному судноплавстві і військово-морської могутності. Франко-індіанської війни між європейськими державами Францією та Англією, закінчилися перемогою британців і призвели до тривалого домінування в морській справі. Американська революційна війна поклала початок зміни влади за контроль за іноземними ринками.

### Громадянська війна в Англії
Англійська громадянська війна — це боротьба за переконання не лише релігійні і політичні, а й економічні та соціальні, також. Це була війна між парламентаристами та роялістами і тривала з 1642 по 1651. Карл I і його прихильники вже пережили перші два періоди війни, в результаті яких король Карл I оголосив про розпуск парламенту, який не мав права збиратися на сесії більше десяти років. Причиною цього розпуску було те, що прихильники Довгого парламенту спробували встановити дві резолюції в англійському праві. Одні вважали, що це спричинить те, що людей оподатковуватимуть без згоди парламенту і тавруватимуть як ворогів Англії, в той час як інші заявляли, що нововведення в релігії можуть призвести до навішування тих же ярликів. Кожен з цих протестів був націлений на Карла I, звинувачуючи його в тому, що він поганий король, а також прихильник католицизму. Це викликало пуританське повстання і зрештою призвело до судового процесу і страти Карла I за зраду. Вирішальний етап англійської громадянської війни почався 1649 і закінчився 1651. Цього разу король Карл II, син Карла I, зібрав прихильників проти парламенту. Битва при Вустері, яка відбулася в 1651 році, закінчила Англійську громадянську війну. Карл II та війська роялістів зазнали поразки від парламентаристів та їхнього лідера Олівера Кромвеля. Ця війна стала схиляти Англію в різні сторони щодо релігійних і політичних переконань, а також економічних і соціальних. Крім того, війна конституційно встановила, що жоден британський монарх не міг правити доки не буде попередньо схвалений парламентом.

### Англо-голландська війна

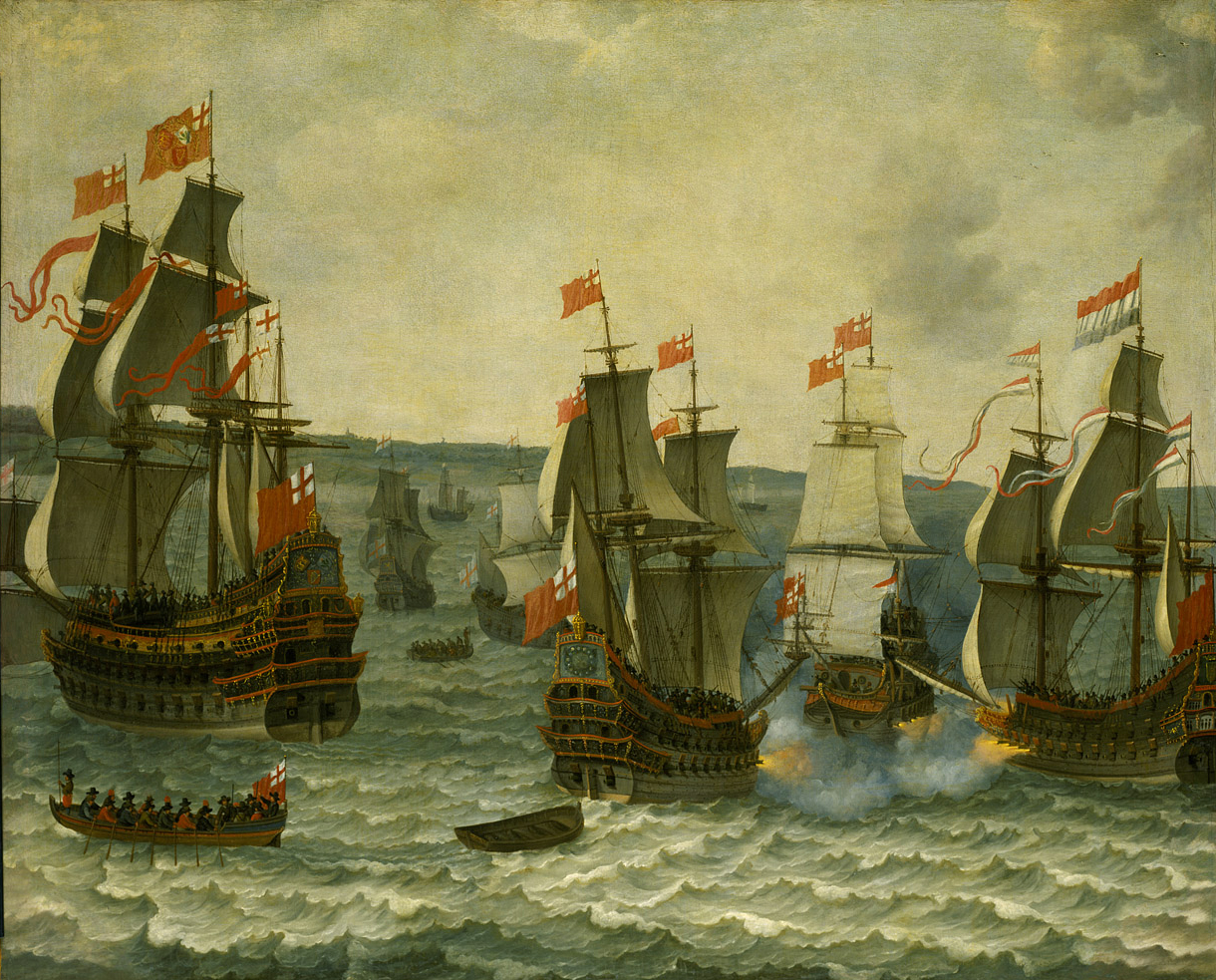
Зображення Військових дій між кораблями в першій Англо-голландській війні 1652–1654, Абрагама Віллартса.

Англо-голландська війна — військово-морський конфлікт між Англією і Голландією у 1652–1654 за домінування у морській торгівлі і зосереджений переважно в Ост-Індії. Перший Навігаційний акт забороняв імпорт товарів, якщо їх не ввозили англійські кораблі або кораблі країни походження товару. Така політика була спрямована проти Нідерландів, бойові дії розпочалися 19 травня 1652 з невеликої сутички між нідерландським і англійським флотами. Офіційно війна почалася в липні, бої тривали протягом двох років. Битва Схевенінген у липні 1653 стала кінцем серйозних боїв у війні. Вестмінстерський договір, підписаний у квітні 1654 року, закінчив війну та зобов'язував Нідерланди поважати Навігаційний акт, а також компенсувати збитки завдані Англії.

### Франко-індіанська війна

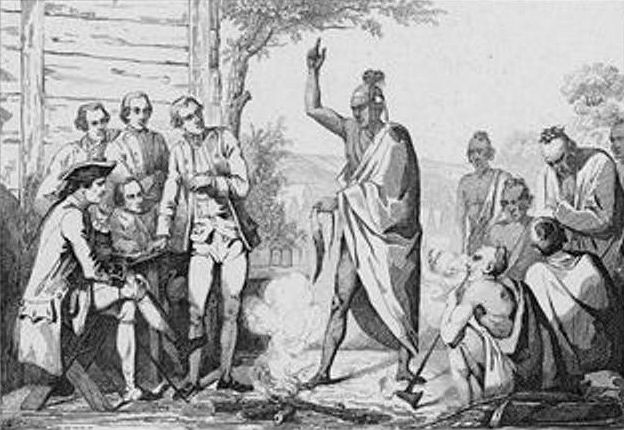
Конференція між французькими та індіанськими лідерами навколо урочистого вогнища

Франко-індіанська війна — війна між народами Великої Британії та Франції, разом з численними індіанськими союзними державами, які підтримували одну чи іншу сторону. Франко-індіанська війна була північноамериканським театром Семирічної війни, яка відбувалась у Європі в той час. Британці прагнули розширення заселення території на захід, проте ця ідея зустрінута опором з боку французів і їх індіанських союзників. Французькі війська почали входити на британські території і будувати численні форти, щоб захищати новопридбані землі. На початку війни удача сприяла французам і їхнім індіанським союзникам, які перемагали британські війська знову і знову аж до 1756 року, коли британці змогли завдати опору. Піттсбург був центром боїв під час франко-індіанської війни через своє географічне положення, він перебуває в центрі, де об'єднуються три річки: Аллегейні, Мононгахіла і Огайо. У наші дні розташування Піттсбургу — це перевага для військово-морського контролю. Право власності на сьогодні забезпечується не тільки військово-морським домінуванням, а й розширенням економічних підприємств, що дозволяє відправляти й отримувати постачання з відносною легкістю. Французькі та англійські війська обоє претендували на цей регіон; французи встановили форт Дікен, а британці форт Пітт. Форт Пітт був створений в 1758 році після того, як французькі війська залишили і знищили форт Дікен. Франко-індіанська війна підійшла до кінця в 1763 році, після того, як британські війська були в змозі звільнити Квебек і Монреаль від французів, а 10 лютого був підписаний Паризький договір. Французи були змушені відмовитися від своєї території в Північній Америці, надаючи Англії контроль за територією аж до річки Міссісіпі. Наслідки цієї війни сильно вплинули на північноамериканські колонії Британії. Англія ввела податки на багатьох колоністів, щоб контролювати новопридбані території. Ці протиріччя незабаром призведуть до війни за незалежність, а також зміни влади за панування в економічному світі.

### Війна за незалежність США

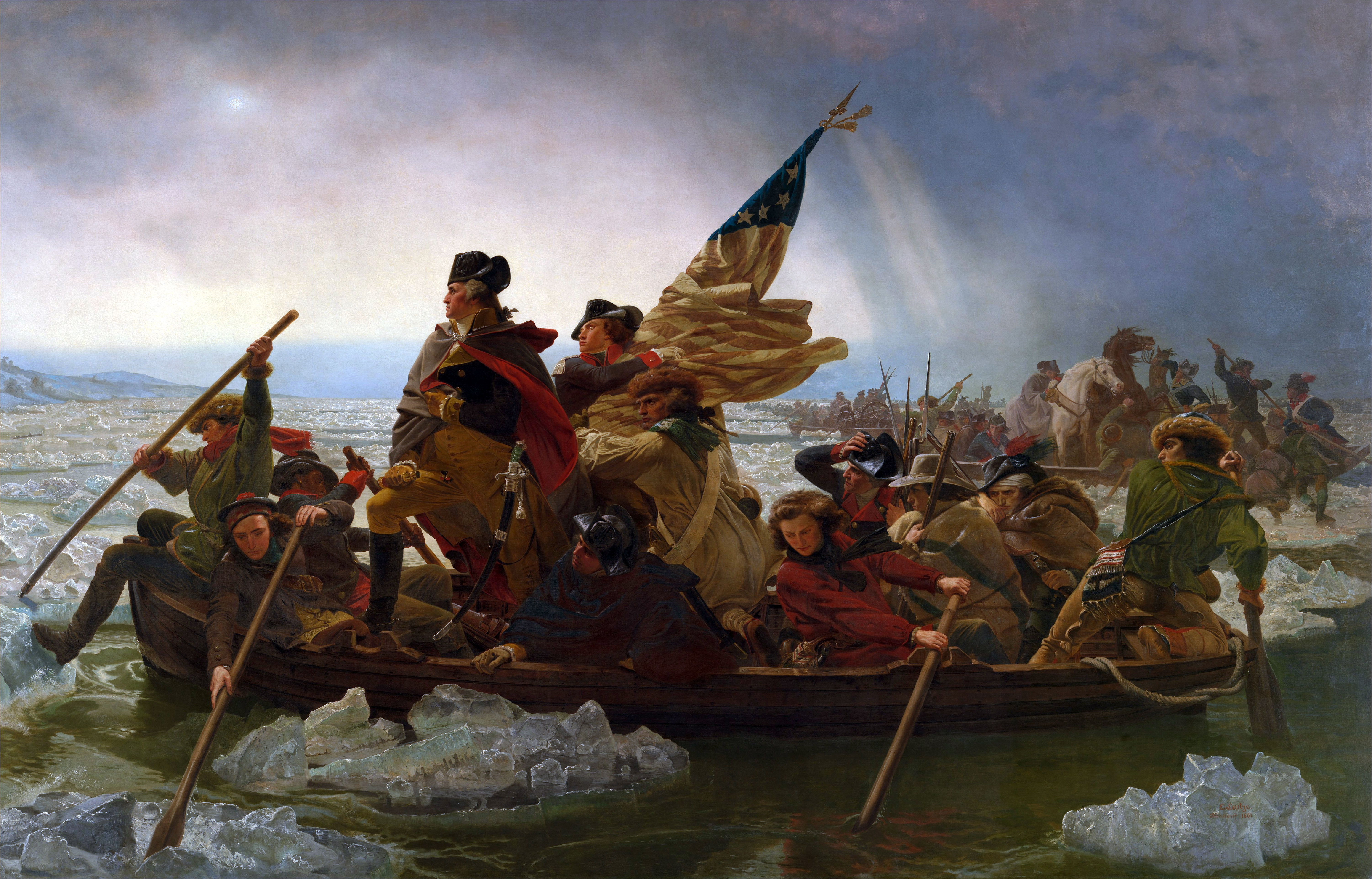
Зображення Емануеля Лойце Вашингтон перепливає через Делавер (1851)

Американська революційна війна — війна між народами Англії і 13 колоніями Північно-Американського континенту. Війна тривала з 1775 по 1783 рік, почалася з битви при Банкер-Гіллі, де було вбито та поранено понад 1150 британських солдатів. Що склало майже половину всієї британської армії. Американські втрати були набагато менш серйозними, загалом 450 убитих і поранених. Однак, англійці змогли відвоювати землю і відсунути новостворену Континентальну армію назад у місто Бостон, який незабаром також впав під натиском британських військ. До битви біля Банкер-Гіллі, Битв біля Лексінгтона і Конкорда у квітні 1775 року британські війська почали штурмувати американські колонії. Вони обшукували склади колоністів, однак, зустріли сильний опір і повернули назад до Конкорду через чисельно переважаючу армію Мінітменів. 4 липня 1776 року на Другому Континентальному конгресі була підписана Декларація незалежності, яка офіційно оголосила, що колонії в Північній Америці є суверенні держави, вільні від англійського панування. Крім того, Конгрес схвалив фінансування Континентальної армії, першої американської військової сили. На початку війни перевага була на боці британців, вони стримували Континентальні регулярні війська і міліцію, і здобували величезні території по всій Північній Америці. Втім, удача повернулася до колоністів в 1777 році з першою великою перемогою над британськими військами в битві біля Саратоги. Надалі фортуна переходила то на бік британців, то до колоністів, але союз американських колоністів із Францією в 1778 році вирівняв ігрове поле і допоміг здійснити фінальний поштовх у боротьбі, в якій британська армія і флот зазнали поразки. 1781 року американські та французькі війська змогли уникнути пастки від південної частини Британської армії у Йорктауні, що й поклало кінець великим бойовим зіткненням Революції.
Паризький мирний договір, підписаний у 1783 році, визнавав американські колонії незалежними державами. Новостворені Сполучені Штати будуть проходити численні зміни, щоб стати однією з провідних економічних і військових сил у світі.

## Договори та угоди

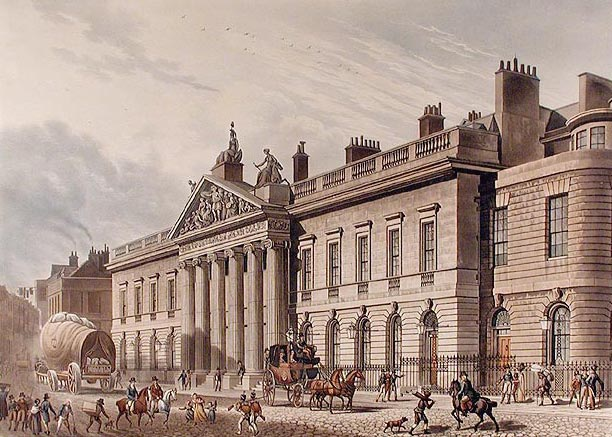
Розширений Ост-Індійський Будинок у Лондоні, перебудований у 1799–1800 архітектором Річардом Юппом

Велика частина торгівлі протягом періоду протоглобалізації регулювалася Європою. Глобалізація з економічної точки зору спиралася на Ост-Індійську компанію. Ост-Індійська компанія була низкою підприємств сформованих в Західній Європі у 17 і 18 століттях для торгівлі в Ост-Індії. Компанія контролювала торгівлю з Індії до Східної і Південно-Східної Азії.
Одним з основних чинників процесу глобалізації була Трикутникова торгівля і те, як вона поєднувала світ. Тристороння торгівля або Торговий трикутник була системою, яка використовувалась для поєднання трьох частин світу через торгівлю. Одного разу вторговані предмети і товари були відправлені в інші частини світу, що зробило торговий трикутник ключем до світової торгівлі. Трикутникова торгова система, керована європейцями, збільшувала їхню владу у світі.
Європейці запливали до узбережжя Західної Африки і торгували з африканськими королями промисловими товарами (гвинтівки і боєприпаси) в обмін на рабів. Звідти рабів відправляли у Вест-Індію чи до східного узбережжя Північної Америки, де їх використовували як робочу силу. Такі товари як бавовна, патока, цукор, тютюн з цих місць вирушали до Європи. Європа також використовувала свої товари для торгівлі з азійськими країнами, щоб купити у них чаю, тканин і спецій. Трикутникова торгівля в деякому сенсі було договором на встановлення торгових шляхів, що призвело до більшої глобальної інтеграції, яка зрештою переросла у глобалізацію.
Разом з контролем Європа отримала наскільки глобальну торгівлю, що це спричинило появу кількох договорів і законів. 1773 року був прийнятий Регулюючий закон, щоб врегулювати справи компанії в Індії та Лондоні. У 1748 році, Договір Екс-ла-Шапель закінчив Війну за австрійську спадщину, але не зміг врегулювати комерційну боротьбу між Англією і Францією у Вест-Індії, Африці та Індії. Метою договору була спроба врегулювання торгівлі та розширення ринку між двома регіонами, але в кінцевому рахунку безуспішна.
Глобалізації в цей час заважали війни, хвороби і зростання населення в певних областях. Хлібні закони були створені для регулювання імпорту та експорту зерна в Англії, обмежуючи тим самим торгівлю і розширюючи глобалізацію. Закони на урожай кукурудзи перешкоджали ринковій економіці та глобалізації на основі тарифів і обмежень на імпорт. Зрештою, Рікардианська теорія економіки стала відомою і сприяла поліпшенню правил торгівлі, зокрема з Португалією.

## Перехід до сучасної глобалізації
Згідно з теорією Себастьяна Конрада, протоглобалізація відзначена «зростанням національного шовінізму, расизму, соціального дарвінізму і геноциду мислення», і причетна до «заснування світової економіки». Починаючи з 1870-х років, глобальний торговельний цикл вже так закорінився, що більшість національних економік більше залежали одна від одної, ніж у попередні епохи. Ефект доміно в цьому новому циклі світової торгівлі міг призвести як до всесвітньої рецесії, так і до світового економічного буму. Модельські описує пізній період протоглобалізації як "товсте коло глобальних мереж, що ширяться всім світом на високій швидкості і охоплюють всі елементи суспільства. До 1750 року контакти між Європою, Африкою, Азією та Америкою виросли у стабільну багатосторонню взаємозалежність, яка й наділі буде підтримана у період модерної глобалізації.

### Капіталістичні зміни
Хоча у Північноатлантичному світі домінували глобальні системи і до протоглобалізації, «багатополярна світова економіка» почала набувати форми лише на початку 19 століття, і в цей час капітал стає все більш рухомим. До кінця 19-го століття, капітал Британії становить 17% від закордонного , а до 1913 року рівень капіталу, інвестованого за кордон зріс майже удвічі і становив 33%. Німеччина інвестувала одну п'яту від її загальної внутрішньої економіки в 1880 році і, як Велика Британія, надзвичайно збільшила своє багатство на початку 20 століття. Чисті іноземні інвестиції, у загальному обсязі внутрішньої економіки, за кордон склали 35% в 1860 році, 47% в 1880 році, і 53% у період до Великої війни. Глобальні інвестиції неухильно зростають у всіх суспільствах, а ті, хто в змозі інвестувати вкладав дедалі більше і більше своїх внутрішніх заощаджень у міжнародні інвестиції.
Здатність до мобілізації капіталу була пов'язана з розвитком промислової революції та початку механічного виробництва (найбільш помітного у Великій Британії). Під час протоглобалізації, "капіталісти-купці в багатьох суспільствах швидко дізнавалися про потенційні ринки і нових виробників, пов'язували їх разом в нові моделі світової торгівлі. Розширення рабського виробництва та експлуатація Америки піднесла європейців на вершину економічної мережі. У сучасний період глобалізації, масове виробництво дозволило створити сильнішу й складнішу глобальну мережу торгівлі. Ще одним елементом європейського успіху між 1750 і 1850 роками було обмеження і «відносна 'невдача'» афро-азійської промислової революції. Перехід у сучасну глобалізацію був відзначений економічним стоком капіталу у Європу.

### Культурні зміни
Як і капітал, кінець протоглобалізації характеризується також мобільністю людей. Час протоглобалізації насичений «взаємними впливами, гібридизацією і міжкультурними переплетіннями». Багато істориків звинувачують цю мережу національних заплутань і угод як причину напруги і величезних фінансових труднощів протягом Першої світової війни. Між 1750–1880 роками, розширення інтеграції у всьому світі спричинене новими потужностями у виробництві, транспортуванням і зв'язком. Кінець протоглобалізації також відзначений завершальним етапом «великого одомашнення». Після 1650-х років процес регулярної та інтенсивної аграрної експлуатації був абсолютним.
Людське населення почало зростати мало не у геометричній прогресії із закінченням великих пандемій. Наприкінці протоглобалізації та на порозі сучасної глобалізації, населення почало «відновлюватися у Центральній та Південній Америці», де на початку протоглобалізації, завезені європейцями хвороби різко зменшили корінне населення. Ввезення різних видів харчів з Центральної і Південної Америки творило більш родюче і життєрадісне населення, що сприяло переходу у сучасну глобалізацію. Велика чисельність населення штовхала осіб з густонаселених місцевостей заселяти менш населені лісові землі і пасовища, та освоювати їх для вирощування культур. Такий розвиток подій призвів до припливу у виробництві продукції та експортованої торгівлі. Ще однією причиною, яка призвела до зсуву у сучасну глобалізацію став розвиток більш політизованої системи. Період протоглобалізації відзначений неухильним розширенням великих держав від індонезійського острова до півночі Скандинавії. Контролювання людей стало простішим через введення урядом податків, розвитком армії, робочої сили, що й сприяло стійкості економіки. Розвиток та впорядкування цих культурних аспектів приведе до збільшення периферійних гравців у глобалізаційній грі. Стабільні правові інститути розроблені наприкінці протоглобалізації та ранній модерній глобалізації, закріплять економічні досягнення, права інтелектуальної власності (переважно в Англії), загальну географічну стабільність і покращення соціальних поколінь.
Обмін технологічними досягненнями — ще одна причина настання сучасної глобалізації. На початку 19 століття, європейська цивілізація подорожувала світом, накопичувала «вражаючі знання про мови, релігії, звичаї і політичний устрій інших країн» До кінця 19-го століття, Європа вже не отримує істотних технологічних інновацій з Азії.

### Зміни у глобальній мережі
Розвиток глобальних мереж призвів до створення нових мереж, нової продукції. У 1880 році була оновлена спрямованість європейської колоніальної експансії. Перехід до сучасної глобалізації був повільним, частковим та взаємодіючим. У середині 19 століття, неконкуруючі товари були обмінені між континентами і ринками. Крім того, праця стає глобально інтегрованою. Сучасна глобалізація настала, оскільки загальне розширення соціально-економічних мереж стало складнішим. Прикладом цього є розвиток і становлення масонства. "Існуючі торговельні мережі росли, капітал і товарні потоки посилилися. Сталість довгострокової взаємозалежності не змінилася. На початку сучасного періоду глобалізації, європейська колоніальна експансія відступає. Національні товариства почали шкодувати через економічну інтеграцію і намагалися обмежити впливи. Бейлі, Гопкінс та інші підкреслюють, що трансформація протоглобалізації у сучасну глобалізацію є складним процесом, який відбувся в різний час у різних регіонах, характеризується збереженням старих понять цінностей, що походять з домодерного періоду. Таким чином, підходячи до періоду економічної деглобалізації і світових війн, які закінчилися після 1945 року.